# Raymond Fellows
Raymond Fellows (* 17. Oktober 1885 in Bucksport, Maine; † 3. September 1957 in Bangor, Maine) war ein US-amerikanischer Richter und Politiker, der von 1925 bis 1928 Maine Attorney General war.

## Leben
Raymond Fellows wurde als Sohn von Oscar Fowler Fellows und Eva Maria Fling in Bucksport geboren. Er besuchte das Eastern Maine Conference Seminary in Bucksport, später die University of Maine und machte dort im Jahr 1908 seinen Abschluss. Anschließend besuchte er das University of Maine College of Law in Bangor und erwarb dort im Jahr 1909 einen Abschluss in Rechtswissenschaften. Im Jahr 1926 erwarb er an der University of Maine noch den Master of Arts. Nach Beendigung seines Studiums der Rechtswissenschaften arbeitete er zunächst in der Anwaltskanzlei seines Vaters in Bangor. Seine Zulassung zum Anwalt erhielt er im Jahr 1909. Er wurde Partner seines Vaters und diese Partnerschaft hatte bis zum Tod seines Vaters im Jahr 1921 Bestand. Anschließend gründete er eine Partnerschaft mit seinem Bruder Frank Fellows, der später Abgeordneter im US-Repräsentantenhaus war.
Als Mitglied der Republikanischen Partei war Fellows von 1925 bis 1929 Maine Attorney General. Durch Gouverneur Percival Proctor Baxter wurde Fellows am 29. Dezember 1939 an den Superior Court von Maine berufen. Am 1. Mai 1946 wurde er durch Gouverneur Horace A. Hildreth zum Beisitzenden Richter berufen und Burton M. Cross ernannte ihn am 7. April 1954 zum Vorsitzenden Richter. Er hatte dieses Amt bis zu seiner Pensionierung am 15. September 1956 inne.
Von 1933 bis 1957 war Fellows Präsident der Bangor Historical Society. Zudem war er als Vorsitzender des Maine Citizen’s Committee auf der Ebene der Bundesregierung tätig. Er gehörte dem Unitarismus an.
Raymond Fellows war mit Madge Gilmore verheiratet. Aus dieser Ehe stammten drei Kinder. Er starb am 3. September 1957 in Bangor. Sein Grab befindet sich auf dem Silver Lake Cemetery in Bucksport, Maine.